# José Pastoriza
José Omar Pastoriza (Rosario, 23 mei 1942 - Buenos Aires, 2 augustus 2004) was een Argentijns profvoetballer en voetbaltrainer.

## Erelijst
Als speler
 CA Independiente
- Primera División: Nacional 1967, Metropolitano 1970, Metropolitano 1971
- Copa Libertadores: 1972

Individueel als speler
- Argentijns voetballer van het jaar: 1971

Als trainer
 CA Independiente
- Primera División: Nacional 1977, Nacional 1978, Metropolitano 1983
- Copa Libertadores: 1984
- Wereldbeker voor clubteams: 1984